# Arius acutirostris
Arius acutirostris es una especie de pez de la familia Ariidae en el orden Siluriformes.

## Morfología
Los machos pueden llegar alcanzar los 26 cm de longitud total.

## Distribución geográfica
Se encuentra en el río Salween cerca de Moulmein (Birmania ).